# Яніс Судрабкалнс

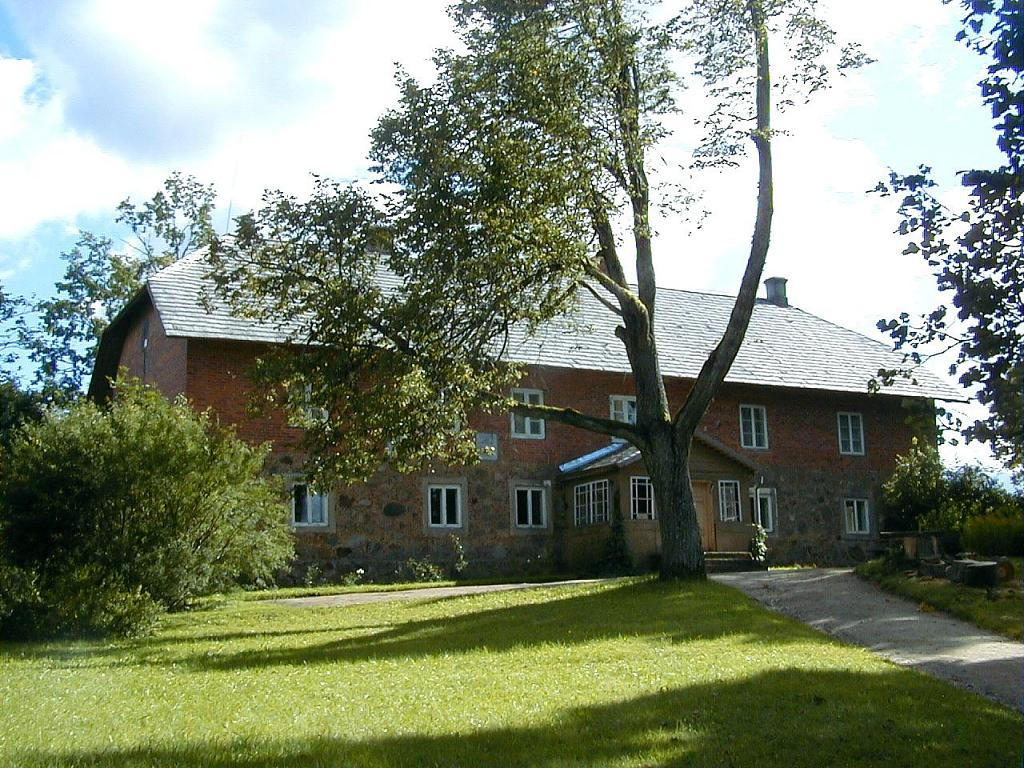
«Янскола» — музей Емілса Дарзіньша і Яніса Судрабкалнса. Пієбалґа.

Я́ніс Су́драбкалнс (А́рвід Су́драбкалнс, до 1925 Арвід Пейне — латис. Jānis Sudrabkalns, Arvīds Sudrabkalns, Arvīds Peine, * 5 (17) травня 1894, Інчукалнс, Ризький повіт, Ліфляндська губернія, Росія/нині Інчукалнський край, Латвія — 4 вересня 1975, Рига) — латвійський поет, перекладач і критик. Народний поет Латвійської РСР (1947), лауреат Сталінської премії другого ступеня (1948), академік Академії наук Латвійської РСР (1973), Герой Соціалістичної Праці (1974).

## Біографія
Народився в сім'ї вчителя Карла Пейне, який згодом став корчмарем-орендарем. У 1902 році родина переселилася в селище Яунпієбалґа — вотчину графів Шереметєвих. Наступного року Яніс (тоді ще Арвід) пішов до церковно-приходської школи, яку закінчив у 1908-му. У 1909–1911 роках навчався у Дубултській приватній гімназії П. Шмітена і Л. Берзіньша. Після смерти батька (1910) був змушений припинити навчання й далі здобувати знання самотужки. Від 1913 року, з невеликими перервами, жив у Ризі. Там «почалося голодне й веселе, важке й непутяще, нерозважливе життя в середовищі юних поетів і артистів»(1).
У 1915 році був мобілізований в армію. Закінчивши тримісячні фельдшерські курси, служив в 302-му Суразькому піхотному полку. У березні 1917 року, будучи в складі 5-го латиського стрілецького полку, він дістав скерування на роботу в газеті «Brīvais strēlnieks» («Вільний стрілець») — пізніше «Latviju strēlnieks» («Латвійський стрілець»). На початку 1918 року за станом здоров'я Судрабкалнс демобілізувався. Повернувшись до Риги, став працювати в газеті «Līdums» («Просвіт») коректором і 4 травня 1918 під псевдонімом Оліверето опублікував у ній свій перший гумористичний вірш «Pavasara zaļais karogs» («Весняний зелений стяг»). За часів Латвійської Радянської республіки з січня по травень 1919 року працював у газеті «Cīņa» («Боротьба») перекладачем. У 20 — 30-х роках працював у виданнях «Latvijas Sargs» — «Сторож Латвії» (1920), «Latvijas Vēstnesis» — «Латвійський вісник» (1924 — 1925), «Hallo» — «Привіт» (1927 — 1928), «Pēdējā brīdī» — «В останню мить» (1927 — 1930), «Dienas lapa» — «Сторінка дня» (1933 — 1934), «Jaunākās ziņas» — «Останні новини» (1937 — 1940). У 1920 — 1930-х роках він багато перекладає, виступає як театральний і музичний критик, автор нарисів про літературу — латиську, німецьку, англійську, російську та італійську. Ці нариси відзначалися глибоким і чітким уявленням про художні й творчі стилі.
Влітку 1940 року, після того як Латвія увійшла в склад СРСР, Судрабкалнс став на бік радянської влади. У червні 1941-го він був делегатом Першого з'їзду Спілки радянських письменників Латвії. Тоді ж у Ризі познайомився з такими літераторами, як Микола Тихонов, Микола Асєєв, Сергій Михалков, Янка Купала, Олександр Корнійчук, Пятрас Цвірка, Хамід Алімджан і Сулейман Рустам. З початком радянсько-німецької війни у червні 1941 року евакуювався на схід. Жив у Кіровській області, в містах Халтурін (нині — Орлов), Уржум, у селі Кстиніно. В Уржумі Судрабкалн написав один із своїх найвідоміших, так званих програмних віршів — «Російському народу». Згодом він переїхав до Башкирії. З січня 1942-го по вересень 1944-го жив у Москві. Оскільки дім латвійського представництва зруйновано бомбами на самому початку війни, Судрабкалнс заквартирував на вулиці Воровського — у литовців. Там він заприятелював з Костасом Корсакасом, Антанасом Венцловою, а також з естонцями — Оскаром Урґартом і Мартом Раудом(1).
Восени 1944 Судрабкалнс повернувся в Латвію й залучився до громадсько-політичної та партійної діяльности. У 1947-му йому присвоїли звання Народного поета Латвійської РСР. У 1948 році Судрабкалнс став лауреатом Сталінської премії другого ступеня за поетичну збірку «У братній сім'ї». 1951 року він вступив у ВКП(б). У 1951—1962 був членом Комітету захисту миру Латвійської РСР, з 1963 по 1971 був членом ЦК Комуністичної партії Латвії, RS valdes loceklis (1941—1975) і ін. У 1965 здобув Державну премію Латвійської РСР за збірку «Ще одна весна». 1966 року став член-кореспондентом Академії наук Латвійської ССР, а 1973-го — її академіком. 16 травня 1974 «за великі заслуги в розвитку радянської літератури і в зв'язку з вісімдесятиріччям від дня народження» Судрабкалнсу присвоєно звання Героя Соціалістичної Праці. Був депутатом Верховної Ради СРСР 7 — 8 скликань (1966 — 1974). Помер у Ризі, похований на кладовищі Яніса Райніса. Меморіальну кімнату Судрабкалнса відкрито в будинку «Sprundas», біля міста Салацгріва.

## Творчість
Судрабкалнс почав писати вірші у віці десяти років. Ще змалку він пробував наслідувати творчість Некрасова і Райніса. На становлення юного поета безперечно вплинула важлива подія в його житті, яка сталася під час революції 1905 року. "…Вперше я тоді побачив нашого великого поета Райніса, який на зборах читав свої вірші: «Ми вже не віримо старим жерцям, і злії дракони не страшні нам»(1).
Перший вірш Судрабкалнса опубліковано 1909 року. Початком справжньої літературної діяльности сам автор вважав 1912 рік, коли Андрейс Упітс помістив його твори в журналі «Domas» («Думка»), редактором якого тоді був. Саме тоді Арвід Пейне взяв собі псевдонім — Яніс Судрабкалнс. Це прізвище дослівно перекладається українською як «срібний пагорб». Згодом, у 1925 році, він офіційно змінив прізвище й у паспорті значився як Арвід Судрабкалнс.
У 1920 році вийшла його перша збірка віршів «Крилата армада». У цих віршах Судрабкалнс висловив прагнення миру і братерства народів, відобразив романтичні пошуки невідомої країни, де немає ні горя, ні страждань, що досі терзали змучене війною людство. Під псевдонімом Оліверето опубліковано його збірки гумористичних і сатиричних віршів «Трубадур на ослі» (1921), «Джентльмен у бузковому фраці» (1924), «Жайворонки взимку» (1939) та інші. 1925 року Судрабкалнс став професійним літератором. Емоціональною й інтелектуальною інтенсивністю, віртуозністю форми відзначаються збірки «Перетворення» (1923), «Ліхтар на вітрі» (1931), «Одна ластівка літає» (1937).
Після війни Судрабкалнс писав переважно публіцистику, зосередившись на соціально-політичній тематиці, особливо на темі боротьби за мир («Знамена перекликаються» (1950), «Боротьба, труд і слава» — 1963). До поетичних творів належать збірки «В братерській сім'ї» (1947, Сталінська премія, 1948), «Ластівки повертаються» (1951), «Ще одна весна» (1964, Державна премія Латвійської РСР, 1965). Також плідно працював у галузі перекладу. З французької мови — твори П'єра Луї і Шарля Бодлера, з німецької — Йоганна Вольфґанґа Ґете, Бертольда Брехта і Франца Верфеля, з білоруської — Пятруся Бровки, Олександра Пушкіна, Валерія Брюсова, Сергія Єсеніна, Костянтина Симонова та інших авторів, зокрема «Таланти і поклонники» Олександра Островського й «Тіні» М. Салтикова-Щедріна.
Його твори перекладали російською Володимир Державін, Марія Петрових, Михайло Зенкевич, Леонід Мартинов і Володимир Невський. Українською мовою вірші Судрабкалнса перекладав Григорій Кочур.

## Зв'язки з Україною
Судрабкалнс присвятив Тарасові Шевченку низку статей (зокрема «Безсмертний Кобзар», 1961) та віршів (зокрема «Лист українцям», 1965). Підтримував дружні стосунки з Павлом Тичиною й відгукнувся на його смерть віршем «Пам'яті Павла Тичини». У перекладі Григорія Кочура цей твір надруковано в газеті «Літературна Україна» від 31 жовтня 1967.

## Ушанування пам'яті
- У будинку «Sprundas», що біля міста Салацгріва, відкрито меморіальну кімнату Судрабкалнса.
- Іменем письменника названо селище Судрабкалнс у Дунавській волості і вулиці в Юрмалі та Шелії (Шелпілська волость). За радянських часів нинішній Аннінмуйзький бульвар у Ризі мав назву бульвар Судрабкалнса.

### Поезія
- «Spārnotā Armāda». R.: A. Gulbis (1920) — «Крилата армада»
- «Trubadūrs uz ēzeļa». R.: Vainags (1921) — «Трубадур на ослі»
- «Viņpus laba un ļauna». Rīga (1922) — «По той бік добра і зла»
- «Pārvērtības». R.: Valters un Rapa (1924) — «Перетворення»
- «Džentlmens ceriņu frakā». R.: Latvju kultūra (1924) — «Джентльмен у бузковому фраку»
- «Spārnotā Armāda». 2. iespiedums. R.: Valters un Rapa (1926) — «Крилата армада»
- «Spuldze vējā». R.: Valters un Rapa (1931) — «Ліхтар на вітрі»
- «Cīruļi sauc cīņā». Maskava (1942) — «Жайворонки кличуть до бою»
- «Ceļa maize». Maskava: Latvijas PSR grāmatu apgāds (1944) — «Хліб на дорогу»
- «Brāļu saimē». R.: Latvijas Valsts izdevniecība (1947) — «У братерській сім'ї»
- «Vēl viens pavasaris». R.: Latvijas Valsts izdevniecība (1964) — «Ще одна весна»
- «Brāļu saimē». R.: Liesma (1984) — «У братерській сім'ї».
- «Džentlmens ceriņu frakā» (faksimilizdevums). Losandželosa: Hofmanis (1985) — «Джентльмен у бузковому фраку»

### Проза
- Trīs vilšanās. R.: Letas mazā bibliotēka (1927) — «Три розчарування»
- Viena bezdelīga lido. R.: Valters un Rapa (1937) — «Одна ластівка летить»
- Bezdelīgas atgriežas. R.: Latvijas Valsts izdevniecība (1951) — «Ластівки повертаються»
- Divas noveles (Laivinieks. Ģenerāļa Dombrovska nāve) // Две новеллы (Лодочник. Смерть генерала Домбровского). Tulk. R. Trofimovs. R.: Liesma (1971) — «Дві новели» («Човняр». «Смерть генерала Домбровського»)

### Документальна проза
- Vēstules, 1-3. R.: Zinātne (1986 — 1989) — Листи, 1 — 3
- Kā rīta un vakara zvaigzne…: Jāņa Sudrabkalna sarakste ar Birutu Skujenieci. R.: Daugava (2002) — «Як ранкова і вечірня зоря…». Листування Яніса Судрабкалнса з Біруте Скуєнієце

### Розвідки
- Par teātri. R.: Zinātne (1973) — «Про театр»
- Ar mūzām draugos. R.: Liesma (1974) — «З друзями назавжди»
- Par mūziku. R.: Zinātne (1983) — «Про музику»

### Публіцистика
- Karogi sasaucas. R.: Latvijas Valsts izdevniecība (1950) — «Знамена перекликаються»
- Cīņa, darbs un slava. R.: Latvijas Valsts izdevniecība (1963) — «Боротьба, труд і слава»

### Повне зібрання творів
- Kopoti raksti, 1-6. R.: Latvijas Valsts izdevniecība (1958 — 1962) — Повне зібрання творів, 1 — 6

### Вибране
- Klodijai. R.: Zelta ābele (1939)
- Cīruļi ziemā. R.: Grāmatu zieds (1939) — «Жайворонки взимку»
- Dzejas izlase. R.: Latvijas Valsts izdevniecība (1948) — «Вибрана поезія»
- Izlase. Dzejoļi un mazi tēlojumi. R.: Latvijas Valsts izdevniecība (1954) — «Вибране. Вірші та маленькі зарисовки»
- Izlase. R.: Latvijas Valsts izdevniecība (1960) — «Вибране»
- Pavasara pārdomas. R.: Latvijas Valsts izdevniecība (1964) — «Весняні роздуми»
- Osis logā. R.: Liesma (1969) — «Ясен за вікном»
- Sapņotājiem. R.: Liesma (1974) — «Мрійникам»
- Trubadūrs uz ēzeļa. R.: Liesma (1984) — «Трубадур на віслюку»
- Klodijai. R.: Liesma (1984)
- Sapņu vāts. R.: Jumava (2003) — «Рана від мрій»

### Перекладна поезія
- Pjērs Luiss. 16 Bilitis dziesmas. R., 1928. — П'єр-Луї. «16 пісень Білітіс»
- Sudrabkalns atdzejojis Š. Bodlēra, J. V. Gētes, S. Jeseņina, F. Verfela u.c. autoru darbus. — Переклади з Ш. Бодлера, Й. В. Ґете, В. Брюсова, С. Єсеніна, Ф. Верфеля та інших авторів.

### Критика про Судрабкалнса
- Trofimovs R. Jānis Sudrabkalns. R.: Latvijas PSR Zinātņu akadēmijas izdevniecība (1963) — Трофимов Р. «Яніс Судрабкалнс»
- Jānis Sudrabkalns: Bibliogrāfija. / Sast. M. Ābola. R.: Latvijas PSR Zinātņu akadēmijas izdevniecība (1964) — «Яніс Судрабкалнс: бібліографія» (упорядник М. Абола)
- Трофимов Р. Путь и творчество Народного поэта ЛССР Яна Судрабклна. Rīga (1964)
- Tautas dzejnieks Jānis Sudrabkalns: Dzīve un darbs attēlos. / Sast. A. Būmanis. R.: Latvijas Valsts izdevniecība (1964) — «Народний поет Яніс Судрабкалнс. Життя і робота в образах»
- Jāņa Sudrabkalna dzīves un darba vietas. R.: Liesma (1969) — «Місце Яніса Судрабкалнса в житті й роботі»
- Ābola M. Jānis Sudrabkalns. R.: Liesma (1977) — Абола М. «Яніс Судрабкалнс»
- Kalniņa I. Jānis Sudrabkalns // Latviešu rakstnieku portreti: Laikmeta krustpunktos. R.: Zinātne (2001) — Калніня І. «Яніс Судрабкалнс» («Портрети письменників Латвії: роздоріжжя епохи»)

## Нагороди і відзнаки
- Звання «Народний поет Латвійської РСР» (1947)
- Сталінська премія другого ступеня (1948) — за збірку віршів «У братерській сім'ї» (1947)
- Державна премія Латвійської РСР (1965) — за збірку «Ще одна весна» (1964)
- Герой Соціалістичної Праці (1974) — за великі досягнення в літературі і з нагоди 80-ліття
- Два ордени Леніна (1964, 1974)
- Два ордени Трудового Червоного Прапора (1946, ?)
- Орден Жовтневої революції
- Золота медаль «Серп і Молот»
- Медаль «За доблесну працю у Великій Вітчизняній війні 1941–1945»
- Медаль «В ознаменування 100-річчя з дня народження Володимира Ілліча Леніна»